# Mors tua
Mors tua è un romanzo giallo storico scritto da Danila Comastri Montanari, pubblicato per la prima volta nel 1990 dalla Arnoldo Mondadori Editore nella collana Il giallo Mondadori con il numero 2161; il romanzo ha vinto il Premio Tedeschi nello stesso anno di pubblicazione. È la prima avventura in termini di pubblicazione che ha come protagonista Publio Aurelio Stazio, ma con la successiva pubblicazione tramite la Hobby & Work nel 1997 è diventato il settimo romanzo in termini di cronologia della serie.

## Trama
Questo libro è un giallo storico ambientato nell'antica Roma del 42 d.C., ed è diviso in due storie: Mors tua e Una filosofa per Publio Aurelio Stazio.
Publio Aurelio Stazio è un senatore romano che indaga sulla morte inspiegabile di una liberta che viene assassinata dal padre di uno dei suoi amanti. La particolarità delle vicende e la descrizione accurata degli usi e costumi dell'epoca impreziosiscono questa storia coinvolgente.
L'impero romano è al massimo del suo splendore e sul trono dei Cesari siede Claudio con la giovane moglie Messalina. Publio Aurelio, ricco e gaudente senatore con il “vizio” delle indagini criminali, si reca in visita dall'affascinante cortigiana Corinna e la trova morta, con un pugnale piantato nel petto.
Aiutato come sempre da Castore – il suo irresistibile segretario alessandrino, la cui massima virtù è non avere virtù – Publio Aurelio comincia a indagare sul delitto, sforzandosi di conoscere più a fondo i principali sospetti: Clelia, la sorella cristiana di Corinna; il senatore Marco Furio Rufo e la sua famiglia; la spregiudicata Lollia Antonina... Ma prima di avere la possibilità di condurre in porto l'inchiesta, Publio Aurelio viene accusato della morte del genero di Rufo e per protestare la sua innocenza dichiara che si reciderà pubblicamente le vene durante un banchetto.
La sera della festa, con i sospetti radunati nel triclinio d'onore, Aurelio si vedrà così costretto a giocare il tutto per tutto, a partire dalla sua stessa vita...

## Personaggi
- Publio Aurelio Stazio: senatore romano e protagonista della serie. Vive nella domus degli Aureli sul Viminale insieme a Castore, Paride, Aristodemo e i suoi servi.
- Castore: segretario di Aurelio, agile e snello, ma anche molto arrogante.
- Paride: intendente e capo della servitù di Aurelio. Sebbene estremamente fedele e onesto, è anche molto superstizioso.
- Corinna: una cortigiana, l'ultima conquista di Aurelio, viene da lui trovata assassinata.
- Ecuba: anziana nutrice e ancella di Corinna.
- Pseca: una schiavetta di Corinna, apparentemente muta.
- Marco Furio Rufo: facoltoso senatore romano.
- Gaio Furio Rufo: figlio di Marco Rufo.
- Marzia Furilla: figlia di Marco Rufo.
- Quintilio Gellio: ufficialmente marito di Marzia.
- Lollia Antonina: una patrizia romana.
- Clelia: lavandaia della Suburra.
- Ennio: falegname innamorato di Corinna, è di fede cristiana.

## Edizioni
- Danila Comastri Montanari, Mors tua, n. 2161, collana Il Giallo Mondadori, Mondadori, 1990,  p. 264, ISBN 978-88-7133-426-4.
- Danila Comastri Montanari, Mors tua, Hobby & Work, 19 maggio 2000,  p. 255, ISBN 978-8878513372.
- Danila Comastri Montanari, Mors tua, Hobby & Work, 27 aprile 2006,  p. 361, ISBN 978-8871334264.
- Danila Comastri Montanari, Mors tua, collana Oscar Mondadori bestsellers, Mondadori, 20 ottobre 2015,  p. 204, ISBN 978-88-0465-668-5.